# Nuevo Egipto
Nuevo Egipto är en ort i Mexiko.   Den ligger i kommunen Palenque och delstaten Chiapas, i den sydöstra delen av landet, 800 km öster om huvudstaden Mexico City. Nuevo Egipto ligger 83 meter över havet och antalet invånare är 246.
Terrängen runt Nuevo Egipto är huvudsakligen kuperad, men den allra närmaste omgivningen är platt. Runt Nuevo Egipto är det ganska glesbefolkat, med 34 invånare per kvadratkilometer. Närmaste större samhälle är Tenosique de Pino Suárez, 16,5 km nordost om Nuevo Egipto. I omgivningarna runt Nuevo Egipto växer i huvudsak städsegrön lövskog.